# 困った時のロジャー・ストーン
『困った時のロジャー・ストーン』（Get Me Roger Stone）は、ディラン・バンク、ダニエル・ディマウロ、モーガン・ペーム監督・脚本による2017年のアメリカ合衆国のドキュメンタリー映画である。共和党の政治戦略家でロビイスト、そしてドナルド・トランプの顧問を長年務めてきたロジャー・ストーンの人生とキャリアが取り上げられている。2017年5月12日よりNetflixで配信された。

## 出演者
- ロジャー・ストーン（日本語吹替：西村太佑）
- ドナルド・トランプ（日本語吹替：長克巳）
- ポール・マナフォート（日本語吹替：櫻井健太郎）
- ジェフリー・トゥービン（英語版）（日本語吹替：佐野康之）
- ジェーン・メイヤー（英語版）（日本語吹替：西島麻紘）
- アレックス・ジョーンズ（日本語吹替：山田浩貴）
- タッカー・カールソン（日本語吹替：松おかタクシー）
- ウェイン・バレット（英語版）（日本語吹替：井木順二）
- マイケル・カプト（英語版）
- マット・ラバッシュ（英語版）（日本語吹替：藤沼建人）
- ハリー・シーゲル（英語版）
- ティモシー・スタンリー（英語版）（日本語吹替：前田雄）
- チャーリー・ブラック（英語版）
- マイク・マーフィー（英語版）

## 背景
2011年末、モーガン・ペームがロジャー・ストーンと政治的会合でストーンに会った後に3人の監督たちは彼の撮影を開始した。ジェフリー・トゥービンによる『ザ・ニューヨーカー』の記事に影響された監督たちは現代政治におけるストーンの変革的影響の物語を伝えるために、彼についてのドキュメンタリー製作に5年を費やし、そしてドナルド・トランプがアメリカ合衆国大統領に選出される2016年にクライマックスを迎える。

## 公開
2017年4月23日にトライベッカ映画祭でプレミア上映されて絶賛された。『エンターテインメント・ウィークリー』からは「驚異的で衝撃的な政治ドキュメンタリー」と評された。また『ジ・アトランティック』では「政治の動機付けの要因が勝つことだけであるストーンの汚い詐欺のブランドがどのように現在の混乱状況を支配するに至ったかについての鋭い肖像」と評した。2017年5月12日にNetflixでの配信が始まった。

## 評価
Rotten Tomatoesでは32件のレビューで支持率は88%となり、「『困った時のロジャー・ストーン』は面白いだけではなく、2016年大統領選の形成に貢献した右翼のアブをクローズアップで見せている」とまとめられた。Metacriticでは8件のレビューに基づいて加重平均値は75/100となった。
『ロサンゼルス・タイムズ』は「際限なく魅惑的」、『バラエティ』は「活発で、楽しく、不快で、本質的」であると賞賛した。『RogerEbert.com』は「スペクトラムの右側の病理を調べることに関しては、今年のどの映画もこの驚くべきNetflix作品『困った時のロジャー・ストーン』を超えるとは想像しがたい」と評した。